# 广西山茉莉
广西山茉莉（学名：Huodendron tomentosum var. guangxiense）为安息香科山茉莉属下的一个变种。

## 扩展阅读
- 維基物種上的相關：广西山茉莉